# Paraliochthonius azanius
Espèce
Paraliochthonius azanius est une espèce de pseudoscorpions de la famille des Chthoniidae.

## Distribution
Cette espèce est endémique du Kenya. Elle se rencontre sur l'île Mombasa.

## Publication originale
- Mahnert, 1986 : Die Pseudoskorpione (Arachnida) Kenyas. 7. Chthoniidae. Revue Suisse de Zoologie, vol. 92, no 4, p. 823-843.